# Triclorofenol
Triclorofenol é um composto orgânico derivado do fenol em que três hidrogênios (ligados ao anel benzênico) são substuídos por cloro. Sua fórmula química é C6H3ClO ou, para destacar a hidroxila, C6H2ClOH. Por causa das várias posições que os três átomos de cloro podem ter em relação à hidroxila, este composto tem vários isômeros:
- 2,3,4-triclorofenol
- 2,3,5-triclorofenol
- 2,3,6-triclorofenol
- 2,4,5-triclorofenol
- 2,4,6-triclorofenol
- 3,4,5-triclorofenol

Fórmula estrutural do 2,3,4-triclorofenol
Fórmula estrutural do 2,3,5-triclorofenol
Fórmula estrutural do 2,3,6-triclorofenol
Fórmula estrutural do 2,4,5-triclorofenol
Fórmula estrutural do 2,4,6-triclorofenol
Fórmula estrutural do 3,4,5-triclorofenol